# Qualifications de la zone Amérique du Sud pour la Coupe du monde masculine de rugby à XV 2027
Les qualifications de la zone Amérique du Sud pour la Coupe du monde masculine de rugby à XV 2027 opposent différentes nations sur plusieurs tours de compétition. Elles sont organisés entre le 25 septembre 2024 et le 18 octobre 2025. Le vainqueur se qualifie directement pour la Coupe du monde 2027. Le second joue un match de barrage intercontinental contre l'équipe classée Pacifique 4. Le troisième est qualifié pour le tournoi de repêchage.

## Format
Contrairement aux éditions précédentes, les équipes d'Amérique du Nord et du Sud se qualifient pour la Coupe du monde à travers des processus indépendants. Le tournoi consiste en quatre tours successifs. Les huit équipes entrent dans la compétition à des stades différents en fonction de leur classement World Rugby.
Le premier tour fait s'affronter les quatre équipes les moins bien classées: la Colombie, le Costa Rica, le Pérou et le Venezuela. Elles s'affrontent selon leur classement World Rugby en matchs éliminatoires avec demi-finales et finale. Le vainqueur se qualifie pour le troisième tour.
Le second tour introduit le Brésil, le Chili et le Paraguay. Ces équipes s'affrontent selon un format round robin. Les deux premiers se qualifient pour le quatrième tour et le dernier pour le troisième tour.
Le troisième tour est un match éliminatoire unique entre le vainqueur du premier tour et le dernier du deuxième tour. Le gagnant se qualifie pour le quatrième tour.
Le quatrième tour fait s'affronter les deux meilleurs du deuxième tour, le vainqueur du troisième tour ainsi que l'Uruguay qui fait son entrée dans la compétition. Les équipes sont classées en fonction de leur mode de qualification à ce tour et s'affrontent lors de demi-finales et de finales selon un format aller-retour. Le vainqueur se qualifie directement pour la Coupe du monde 2027. Le deuxième joue un match de barrage contre l'équipe classée Pacifique 4 qui lui permet de se qualifier également pour la coupe du monde en cas de victoire et au tournoi de repêchage en cas de défaite. L'équipe classée troisième se qualifie directement pour ce même tournoi de repêchage.

## Participants
Les huit meilleures équipes membres de Sudamérica Rugby disputent ces qualifications, à l'exception de l'Argentine, déjà qualifiée pour la coupe du monde en tant que second de la poule D de la coupe du monde 2023.
| Équipe     | Rang World Rugby | Début de la participation    | Résultat final                                       |
| ---------- | ---------------- | ---------------------------- | ---------------------------------------------------- |
| Argentine  | 6e               | Non participant              | Qualifié automatiquement pour la coupe du monde 2027 |
| Brésil     | 29e              | 2e tour - 18 août 2024       |                                                      |
| Chili      | 22e              | 2e tour - 28 septembre 2024  |                                                      |
| Colombie   | 42e              | 1er tour - 25 septembre 2024 | Éliminé au 3e tour                                   |
| Costa Rica | 93e              | 1er tour - 25 septembre 2024 | Éliminé au 1er tour                                  |
| Paraguay   | 41e              | 2e tour - 18 août 2024       |                                                      |
| Pérou      | 80e              | 1er tour - 25 septembre 2024 | Éliminé au 1er tour                                  |
| Uruguay    | 17e              | 4e tour - 26 juillet 2025    |                                                      |
| Venezuela  | 78e              | 1er tour - 25 septembre 2024 | Éliminé au 1er tour                                  |

## Tour 1
Le premier tour se déroule le 25 et le 29 septembre 2024. Toutes les rencontres se jouent à l'Estadio Cincuentenario à Medellín en Colombie
|  | Demi-finales                                        | Demi-finales                                        | Demi-finales                                        | Demi-finales                                        |                               |           | Finale                                              | Finale                                              | Finale                                              | Finale                                              |
|  |                                                     |                                                     |                                                     |                                                     |                               |           |                                                     |                                                     |                                                     |                                                     |
|  | 25 septembre 2024, Estadio Cincuentenario, Medellín | 25 septembre 2024, Estadio Cincuentenario, Medellín | 25 septembre 2024, Estadio Cincuentenario, Medellín | 25 septembre 2024, Estadio Cincuentenario, Medellín |                               |           | 29 septembre 2024, Estadio Cincuentenario, Medellín | 29 septembre 2024, Estadio Cincuentenario, Medellín | 29 septembre 2024, Estadio Cincuentenario, Medellín | 29 septembre 2024, Estadio Cincuentenario, Medellín |
|  | 3                                                   | Pérou                                               | 15                                                  | 15                                                  |                               |           | 29 septembre 2024, Estadio Cincuentenario, Medellín | 29 septembre 2024, Estadio Cincuentenario, Medellín | 29 septembre 2024, Estadio Cincuentenario, Medellín | 29 septembre 2024, Estadio Cincuentenario, Medellín |
|  | 3                                                   | Pérou                                               | 15                                                  | 15                                                  |                               |           | 29 septembre 2024, Estadio Cincuentenario, Medellín | 29 septembre 2024, Estadio Cincuentenario, Medellín | 29 septembre 2024, Estadio Cincuentenario, Medellín | 29 septembre 2024, Estadio Cincuentenario, Medellín |
|  | 2                                                   | Venezuela                                           | 27                                                  | 27                                                  |                               |           | 29 septembre 2024, Estadio Cincuentenario, Medellín | 29 septembre 2024, Estadio Cincuentenario, Medellín | 29 septembre 2024, Estadio Cincuentenario, Medellín | 29 septembre 2024, Estadio Cincuentenario, Medellín |
|  | 2                                                   | Venezuela                                           | 27                                                  | 27                                                  | Venezuela                     | Venezuela | 5                                                   | 5                                                   |                                                     |                                                     |
|  | 25 septembre 2024, Estadio Cincuentenario, Medellín |                                                     |                                                     |                                                     | Venezuela                     | Venezuela | 5                                                   | 5                                                   |                                                     |                                                     |
|  |                                                     |                                                     | Colombie                                            | Colombie                                            | 50                            | 50        |                                                     |                                                     |                                                     |                                                     |
|  | 1                                                   | Colombie                                            | Colombie                                            | Colombie                                            | 50                            | 50        | 136                                                 | 136                                                 |                                                     |                                                     |
|  | 1                                                   | Colombie                                            |                                                     |                                                     |                               |           |                                                     | 136                                                 |                                                     |                                                     |
|  | 4                                                   | Costa Rica                                          | 0                                                   | 0                                                   |                               |           |                                                     |                                                     |                                                     |                                                     |
|  | 4                                                   | Costa Rica                                          | 0                                                   | 0                                                   | Match pour la troisième place |           |                                                     |                                                     |                                                     |                                                     |
|  |                                                     |                                                     |                                                     |                                                     |                               |           |                                                     |                                                     |                                                     |                                                     |
|  | 29 septembre 2024, Estadio Cincuentenario, Medellín |                                                     |                                                     |                                                     |                               |           |                                                     |                                                     |                                                     |                                                     |
|  | Pérou                                               | Pérou                                               | 44                                                  | 44                                                  |                               |           |                                                     |                                                     |                                                     |                                                     |
|  | Pérou                                               | Pérou                                               | 44                                                  | 44                                                  |                               |           |                                                     |                                                     |                                                     |                                                     |
|  | Costa Rica                                          | Costa Rica                                          | 0                                                   | 0                                                   |                               |           |                                                     |                                                     |                                                     |                                                     |
|  | Costa Rica                                          | Costa Rica                                          | 0                                                   | 0                                                   |                               |           |                                                     |                                                     |                                                     |                                                     |

### Demi-finales
| 25 septembre 2024 10 h (UTC−05:00) | Pérou   | 15 - 27 (5 - 15) | Venezuela | Estadio Cincuentenario, Medellín Arbitre : Sergio Alvarenga |
| 25 septembre 2024 10 h (UTC−05:00) | Rapport |                  |           | Estadio Cincuentenario, Medellín Arbitre : Sergio Alvarenga |
| 25 septembre 2024 10 h (UTC−05:00) |         |                  |           | Estadio Cincuentenario, Medellín Arbitre : Sergio Alvarenga |

| 25 septembre 2024 15 h (UTC−05:00) | Colombie | 136 - 0 (66 - 0) | Costa Rica | Estadio Cincuentenario, Medellín Arbitre : Frank Mendez |
| 25 septembre 2024 15 h (UTC−05:00) | Rapport  |                  |            | Estadio Cincuentenario, Medellín Arbitre : Frank Mendez |
| 25 septembre 2024 15 h (UTC−05:00) |          |                  |            | Estadio Cincuentenario, Medellín Arbitre : Frank Mendez |

### Match pour la3eplace
| 29 septembre 2024 10 h (UTC−05:00) | Pérou   | 44 - 0 (22 - 0) | Costa Rica | Estadio Cincuentenario, Medellín Arbitre : Luca Solda |
| 29 septembre 2024 10 h (UTC−05:00) | Rapport |                 |            | Estadio Cincuentenario, Medellín Arbitre : Luca Solda |
| 29 septembre 2024 10 h (UTC−05:00) |         |                 |            | Estadio Cincuentenario, Medellín Arbitre : Luca Solda |

### Finale
| 29 septembre 2024 15 h (UTC−05:00) | Venezuela | 5 - 50 (5 - 19) | Colombie | Estadio Cincuentenario, Medellín Arbitre : Cauã Ricardo Santos |
| 29 septembre 2024 15 h (UTC−05:00) | Rapport   |                 |          | Estadio Cincuentenario, Medellín Arbitre : Cauã Ricardo Santos |
| 29 septembre 2024 15 h (UTC−05:00) |           |                 |          | Estadio Cincuentenario, Medellín Arbitre : Cauã Ricardo Santos |

### Classement final
| Pos. | Équipes    | Qualification           |
| ---- | ---------- | ----------------------- |
| 1    | Colombie   | Qualifié pour le tour 3 |
| 2    | Venezuela  |                         |
| 3    | Pérou      |                         |
| 4    | Costa Rica |                         |

## Tour 2
Le deuxième tour se déroule du 18 août au 6 octobre 2024.
| Rang | Nations  | J | V | N | D | Bo | Bd | Pm  | Pe  | Diff | Pts |
| ---- | -------- | - | - | - | - | -- | -- | --- | --- | ---- | --- |
| 1    | Chili    | 2 | 2 | 0 | 0 | 2  | 0  | 100 | 10  | +90  | 10  |
| 2    | Brésil   | 2 | 1 | 0 | 1 | 1  | 0  | 87  | 53  | +34  | 5   |
| 3    | Paraguay | 2 | 0 | 0 | 2 | 0  | 0  | 17  | 141 | -124 | 0   |

|  | Qualifié pour le tour 4 |
|  | Qualifié pour le tour 3 |

### Résultats
| 18 août 2024 15 h 30 (UTC−03:00) | (bo) Brésil | 77 - 17 (42 - 10) | Paraguay | Stade Nicolau-Alayon, São Paulo Arbitre : Pablo Deluca |
| 18 août 2024 15 h 30 (UTC−03:00) | Essai(s) : 10 Rodrigues (4e), Mignot (13e, 26e, 57e), Arruda (16e, 35e), Rocha (22e), Tenorio (43e), Massari (62e), Ferreira (78e) Transformation(s) : 10 Tranquez (5e, 14e, 17e, 23e, 27e, 36e, 44e, 58e), Duque (en) (63e, 79e) | Rapport           | Essai(s) : 2 Garcete (38e), Urbieta (41e) Transformation(s) : 2 Urbieta (39e, 42e) Pénalité(s) : 1 Urbieta (8e) | Stade Nicolau-Alayon, São Paulo Arbitre : Pablo Deluca |
| 18 août 2024 15 h 30 (UTC−03:00) | | Rapport           | | Stade Nicolau-Alayon, São Paulo Arbitre : Pablo Deluca |

| 28 septembre 2024 15 h (UTC−03:00) | (bo) Chili | 64 - 0 (35 - 0) | Paraguay                                      | Estadio Municipal de La Pintana, La Pintana Arbitre : Francisco González |
| 28 septembre 2024 15 h (UTC−03:00) | Essai(s) : 10 Saab (11e), Böhme (en) (17e, 24e), Armstrong (29e), C. Saavedra (33e), Martínez (en) (47e), D. Saavedra (en) (55e), N. Garafulic (en) (63e), Tchimino (69e), Torrealba (80e) Transformation(s) : 7 S. Videla (12e, 18e, 25e, 29e, 34e, 70e, 80e+1) | Rapport         | Carton(s) jaune(s) : 1 Benitez Scribano (37e) | Estadio Municipal de La Pintana, La Pintana Arbitre : Francisco González |
| 28 septembre 2024 15 h (UTC−03:00) | | Rapport         |                                               | Estadio Municipal de La Pintana, La Pintana Arbitre : Francisco González |

| 6 octobre 2024 15 h (UTC−03:00) | (bo) Chili | 36 - 10 (12 - 3) | Brésil | Estadio Municipal de La Pintana, La Pintana Arbitre : Nehuen Jauri Rivero |
| 6 octobre 2024 15 h (UTC−03:00) | Essai(s) : 5 N. Garafulic (en) (14e, 43e), Sigren (40e+2), Eissmann (68e), Tchimino (73e) Transformation(s) : 4 S. Videla (40e+2, 44e, 69e, 74e) Pénalité(s) : 1 S. Videla (48e) Carton(s) jaune(s) : 1 Eissmann (52e) | Rapport          | Essai(s) : 1 Paganini (78e) Transformation(s) : 1 Tranquez (79e) Pénalité(s) : 1 Tranquez (33e) Carton(s) jaune(s) : 3 Pinheiro (40e), Dos Santos Teixeira (52e), Marino (52e) Carton(s) rouge(s) : 1 Rodrigues (59e) | Estadio Municipal de La Pintana, La Pintana Arbitre : Nehuen Jauri Rivero |
| 6 octobre 2024 15 h (UTC−03:00) | | Rapport          | | Estadio Municipal de La Pintana, La Pintana Arbitre : Nehuen Jauri Rivero |

## Tour 3
Le vainqueur de ce match de repêchage se qualifie pour le tour 4
| 16 octobre 2024 20 h (UTC−03:00) | Paraguay | 49 - 18 (22 - 11) | Colombie | Estadio Héroes de Curupayty, Luque Arbitre : Damián Schneider |
| 16 octobre 2024 20 h (UTC−03:00) | Rapport  |                   |          | Estadio Héroes de Curupayty, Luque Arbitre : Damián Schneider |
| 16 octobre 2024 20 h (UTC−03:00) |          |                   |          | Estadio Héroes de Curupayty, Luque Arbitre : Damián Schneider |

## Tour 4
Le quatrième tour se déroule du 19 juillet au 6 septembre 2025. Le format est celui d'un tournoi à élimination directe en match aller-retour. Le premier est désigné vainqueur du Sudamérica Rugby Championship 2025 et se qualifie directement pour la Coupe du monde 2027. Le second joue un match de barrage intercontinental contre l'équipe classée Pacifique 4. Le troisième est qualifié pour le tournoi de repêchage.
|  | Demi-finales               | Demi-finales          | Demi-finales          | Demi-finales          |                               |       | Finale                      | Finale                      | Finale                      | Finale                      |
|  |                            |                       |                       |                       |                               |       |                             |                             |                             |                             |
|  | 19 et 26 juillet 2025      | 19 et 26 juillet 2025 | 19 et 26 juillet 2025 | 19 et 26 juillet 2025 |                               |       | 30 août et 6 septembre 2025 | 30 août et 6 septembre 2025 | 30 août et 6 septembre 2025 | 30 août et 6 septembre 2025 |
|  | 2                          | Chili                 | 35                    | 35                    |                               |       | 30 août et 6 septembre 2025 | 30 août et 6 septembre 2025 | 30 août et 6 septembre 2025 | 30 août et 6 septembre 2025 |
|  | 2                          | Chili                 | 35                    | 35                    |                               |       | 30 août et 6 septembre 2025 | 30 août et 6 septembre 2025 | 30 août et 6 septembre 2025 | 30 août et 6 septembre 2025 |
|  | 3                          | Brésil                | 21                    | 20                    |                               |       | 30 août et 6 septembre 2025 | 30 août et 6 septembre 2025 | 30 août et 6 septembre 2025 | 30 août et 6 septembre 2025 |
|  | 3                          | Brésil                | 21                    | 20                    | Chili                         | Chili | -                           | -                           |                             |                             |
|  | 26 juillet et 23 août 2025 |                       |                       |                       | Chili                         | Chili | -                           | -                           |                             |                             |
|  |                            |                       |                       |                       | -                             | -     |                             |                             |                             |                             |
|  | 1                          | Uruguay               | 38                    | -                     | -                             | -     |                             |                             |                             |                             |
|  | 1                          | Uruguay               | 38                    | -                     |                               |       |                             |                             |                             |                             |
|  | 4                          | Paraguay              | 0                     | -                     |                               |       |                             |                             |                             |                             |
|  | 4                          | Paraguay              | 0                     | -                     | Match pour la troisième place |       |                             |                             |                             |                             |
|  |                            |                       |                       |                       |                               |       |                             |                             |                             |                             |
|  | 11 et 18 octobre 2025      |                       |                       |                       |                               |       |                             |                             |                             |                             |
|  | Brésil                     | Brésil                | -                     | -                     |                               |       |                             |                             |                             |                             |
|  | Brésil                     | Brésil                | -                     | -                     |                               |       |                             |                             |                             |                             |
|  |                            |                       | -                     | -                     |                               |       |                             |                             |                             |                             |
|  |                            |                       | -                     | -                     |                               |       |                             |                             |                             |                             |

### Demi-finales
| 19 juillet 2025 15 h, UTC−03:00 | Brésil | 21 - 35 (7 - 25) | Chili | Stade Nicolau-Alayon, São Paulo 1 300 spectateurs Arbitre : Pablo Deluca |
| 19 juillet 2025 15 h, UTC−03:00 | Essai(s) : 3 Hollister (12e), Dell'Acqua (it) (48e), Olivera (80e+2) Transformation(s) : 3 Oviedo (13e, 49e, 80e+3) Carton(s) jaune(s) : 1 Días 66e) | Rapport          | Essai(s) : 4 Gurruchaga (23e), D. Escobar (30e), A. Escobar (34e), de pénalité (66e) Transformation(s) : 3 S. Videla (31e, 35e), de pénalité (66e) Pénalité(s) : 3 S. Videla (11e, 40e+1, 77e) Carton(s) jaune(s) : 2 C. Saavedra (79e), Lues (en) (79e) | Stade Nicolau-Alayon, São Paulo 1 300 spectateurs Arbitre : Pablo Deluca |
| 19 juillet 2025 15 h, UTC−03:00 | | Rapport          | | Stade Nicolau-Alayon, São Paulo 1 300 spectateurs Arbitre : Pablo Deluca |

| 26 juillet 2025 14 h, UTC−04:00 | Chili | 35 - 20 (15 - 3) | Brésil | Centre de rugby de haute performance, Parque Mahuida (es), La Reina Arbitre : Francisco Gonzalez |
| 26 juillet 2025 14 h, UTC−04:00 | Essai(s) : 4 C. Saavedra (19e), Martínez (en) (33e, 60e), Dittus (80e+3) Transformation(s) : 3 S. Videla (34e, 62e, 80e+4) Pénalité(s) : 3 S. Videla (28e, 54e, 71e) Carton(s) jaune(s) : 1 C. Saavedra (44e) | Rapport          | Essai(s) : 2 Pinheiro (47e), Moreno (68e) Transformation(s) : 2 Ovideo (48e, 69e) Pénalité(s) : 2 Ovideo (18e, 41e) Carton(s) jaune(s) : 1 Augusto (pt) (59e) | Centre de rugby de haute performance, Parque Mahuida (es), La Reina Arbitre : Francisco Gonzalez |
| 26 juillet 2025 14 h, UTC−04:00 | | Rapport          | | Centre de rugby de haute performance, Parque Mahuida (es), La Reina Arbitre : Francisco Gonzalez |

| 26 juillet 2025 16 h 30, UTC−03:00 | Paraguay                             | 0 - 38 (0 - 24) | Uruguay | Estadio Héroes de Curupayty (en), Luque Arbitre : Gonzalo de Achaval |
| 26 juillet 2025 16 h 30, UTC−03:00 | Carton(s) jaune(s) : 1 Garcete (63e) | Rapport         | Essai(s) : 6 Civetta (en) (1re, 25e, 68e), T. Etcheverry (en) (14e), Kessler (22e), Álvarez (64e) Transformation(s) : 4 Álvarez (2e, 26e), F. Etcheverry (65e), Amarillo (69e) Carton(s) jaune(s) : 1 Tafernaberry (en) (78e) | Estadio Héroes de Curupayty (en), Luque Arbitre : Gonzalo de Achaval |
| 26 juillet 2025 16 h 30, UTC−03:00 |                                      | Rapport         | | Estadio Héroes de Curupayty (en), Luque Arbitre : Gonzalo de Achaval |

| 23 août 2025 15 h 30, UTC−03:00 | Uruguay | – | Paraguay | Stade Charrúa, Montevideo Arbitre : |
| 23 août 2025 15 h 30, UTC−03:00 | Rapport |   |          | Stade Charrúa, Montevideo Arbitre : |
| 23 août 2025 15 h 30, UTC−03:00 |         |   |          | Stade Charrúa, Montevideo Arbitre : |

### Match pour la3eplace
| 11 octobre 2025 | Brésil | – |  |  |
| 11 octobre 2025 |        |   |  |  |
| 11 octobre 2025 |        |   |  |  |

| 18 octobre 2025 |  | – | Brésil |  |
| 18 octobre 2025 |  |   |        |  |
| 18 octobre 2025 |  |   |        |  |

### Finale
| 30 août 2025 | Chili | – |  |  |
| 30 août 2025 |       |   |  |  |
| 30 août 2025 |       |   |  |  |

| 6 septembre 2025 |  | – | Chili |  |
| 6 septembre 2025 |  |   |       |  |
| 6 septembre 2025 |  |   |       |  |

### Classement final
| Pos. | Équipes | Qualification                                          |
| ---- | ------- | ------------------------------------------------------ |
| 1    |         | Qualifié directement pour la Coupe du monde 2027       |
| 2    |         | Qualifié pour le barrage Amérique du Sud 2/Pacifique 4 |
| 3    |         | Qualifié pour le tournoi de repêchage                  |
| 4    |         | Éliminé                                                |